# Savannah (hrabstwo Wayne)
Savannah – jednostka osadnicza w Stanach Zjednoczonych, w stanie Nowy Jork, w hrabstwie Wayne.